# OTRL
OTRL（オーティーアールエル）は、日本のミュージシャン奥田民生の10枚目のアルバム。2010年8月4日発売。発売元はKi/oon Records。完全限定生産アナログ盤は同年9月8日発売。

## 解説
- オリジナルアルバムとしては前作『Fantastic OT9』から2年9ヶ月ぶりのリリース。Ki/oon Records移籍後初のアルバムである。
- タイトルの『OTRL』とは「奥田民生 レコーディング・ライブ (Okuda Tamio Recording Live)」の略[1]。
- 自身の発案により、2010年3月より行われたレコーディングツアー「ひとりカンタビレ」。本作はそのライブにてレコーディングされた10曲＋ツアー前に行われた模擬公演で完成した未発表曲「暗黒の闇」を加えた全11曲をスタジオでミックスし直し、完全パッケージ化したものである。

録音日と楽曲は以下の通り。
| 録音日        | タイトル                 | 会場                       |
| ------------- | ------------------------ | -------------------------- |
| 2010年1月22日 | 暗黒の闇                 | 東京都・乃木坂某所         |
| 2010年3月15日 | 最強のこれから           | 東京都・DUO MISIC EXCHANGE |
| 2010年4月10日 | わかります               | 福岡県・DRUM LOGOS         |
| 2010年4月18日 | えんえんととんでいく     | 広島県・CLUB QUATTRO       |
| 2010年4月27日 | RL                       | 京都府・磔磔               |
| 2010年4月29日 | 音のない音               | 東京都・パルコ劇場         |
| 2010年5月5日  | たびゆけばあたる         | 宮城県・Zepp Sendai        |
| 2010年5月7日  | ひとりカンタビレのテーマ | 東京都・SHIBUYA-AX         |
| 2010年5月10日 | かたちごっこ             | 北海道・ペニーレーン24     |
| 2010年5月21日 | Room 503                 | 愛知県・CLUB DIAMOND HALL  |
| 2010年5月23日 | 解体ショー               | 石川県・EIGHT HALL         |

- 初回生産限定盤はDVD付き（奥田の関わるCDの初回盤にDVDが付属するようになったのは2008年のシングルSUNのSON以降であったので、奥田のアルバム作品にDVDが付くのは初めて）。上記の公演のうち、2010年5月7日の東京公演の模様と各地での質疑応答をダイジェストで収録。

## 収録曲
| 全作詞・作曲・編曲: 奥田民生。 |                              |          |            |      |
| #                              | タイトル                     | 作詞     | 作曲・編曲 | 時間 |
| 1.                             | 「最強のこれから」           | 奥田民生 | 奥田民生   | 5:35 |
| 2.                             | 「わかります」               | 奥田民生 | 奥田民生   | 4:10 |
| 3.                             | 「えんえんととんでいく」     | 奥田民生 | 奥田民生   | 4:52 |
| 4.                             | 「RL」                       | 奥田民生 | 奥田民生   | 2:58 |
| 5.                             | 「音のない音」               | 奥田民生 | 奥田民生   | 4:52 |
| 6.                             | 「たびゆけばあたる」         | 奥田民生 | 奥田民生   | 5:03 |
| 7.                             | 「ひとりカンタビレのテーマ」 | 奥田民生 | 奥田民生   | 4:38 |
| 8.                             | 「かたちごっこ」             | 奥田民生 | 奥田民生   | 4:12 |
| 9.                             | 「Room 503」                 | 奥田民生 | 奥田民生   | 4:32 |
| 10.                            | 「解体ショー」               | 奥田民生 | 奥田民生   | 4:32 |
| 11.                            | 「暗黒の闇」                 | 奥田民生 | 奥田民生   | 4:39 |
| 合計時間:                      | 合計時間:                    | 50:03    |            |      |

### 曲解説
1. 最強のこれから
後に23枚目のシングルとしてリカット。
2. わかります
一部コーラスを観客が担当している。
3. えんえんととんでいく
PVが制作された。
4. RL (2:58)
アルバムタイトルとは違い、こちらは「右 (Right) ・左 (Left) 」の意味。
5. 音のない音
6. たびゆけばあたる
7. ひとりカンタビレのテーマ
8. かたちごっこ
9. Room 503
ハンドクラップを観客が担当。
10. 解体ショー
11. 暗黒の闇
観客の拍手が収録されている。

## 初回特典DVD
| #  | タイトル                                          | 作詞 | 作曲・編曲 |
| -- | ------------------------------------------------- | ---- | ---------- |
| 1. | 「ひとりカンタビレ 2010.5.7 渋谷AX ダイジェスト」 |      |            |
| 2. | 「ひとりカンタビレ 質疑応答」                     |      |            |